# Compsocerus barbicornis
Compsocerus barbicornis är en skalbaggsart som beskrevs av Audinet-serville 1834. Compsocerus barbicornis ingår i släktet Compsocerus och familjen långhorningar. Inga underarter finns listade i Catalogue of Life.